# Ulica Sieradzka w Piotrkowie Trybunalskim
Ulica Sieradzka – ulica na Starym Mieście w Piotrkowie Trybunalskim.

## Opis
Ulica Sieradzka biegnie od Rynku Trybunalskiego do Placu Tadeusza Kościuszki. Długość ulicy wynosi około 140 metrów. Ulica należy do najstarszych ulic w Piotrkowie i jest częścią układu urbanistycznego Starego Miasta, który ukształtował się w XIII/XIV wieku.
Nazwa ulicy pochodzi od nazwy miasta Sieradz. Nazwa ulicy Sieradzka została wymieniona na najstarszym planie Piotrkowa z 1786. W przeszłości ulica prowadziła do Bramy Sieradzkiej w murach miejskich Piotrkowa.
Ulica pojawiła się m.in. w filmach: Życie raz jeszcze (1965), Święta wojna (1965), Vabank (1982). Kamienica przy ul. Sieradzkiej 5 / Placu Kościuszki 6, nazywana potocznie „Złotym Rogiem”, pojawiła się kilkukrotnie w filmie Vabank jako siedziba Banku Kramera. Również w filmie Vabank w kamienicy przy ul. Sieradzkiej 8 w ówczesnych wnętrzach Biura Wystaw Artystycznych kręcono scenę napadu na jubilera, otwierającą film. 

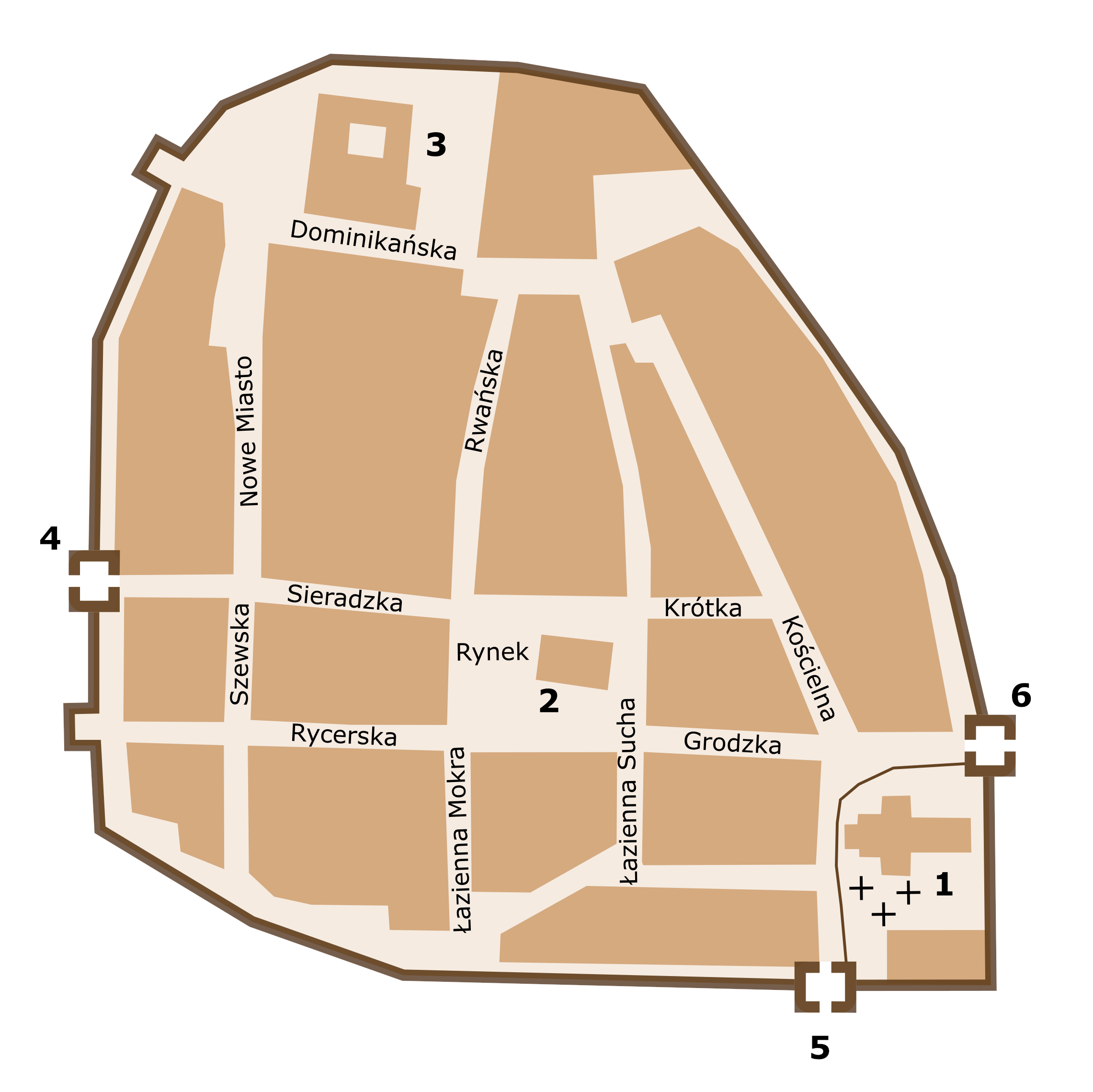
Rekonstrukcja układu ulic w Piotrkowie w XVI w.
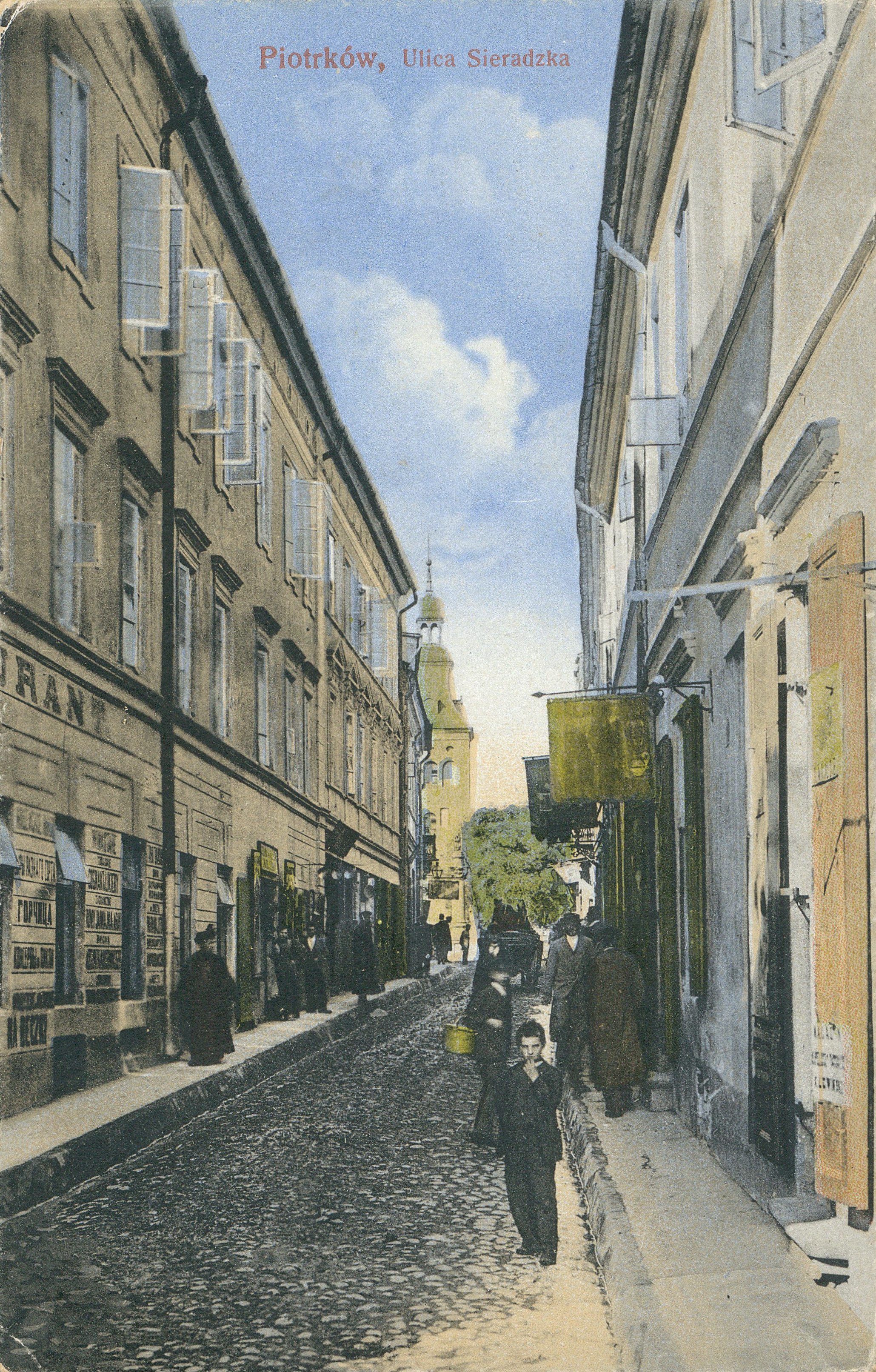
Ulica Sieradzka około 1910–1915
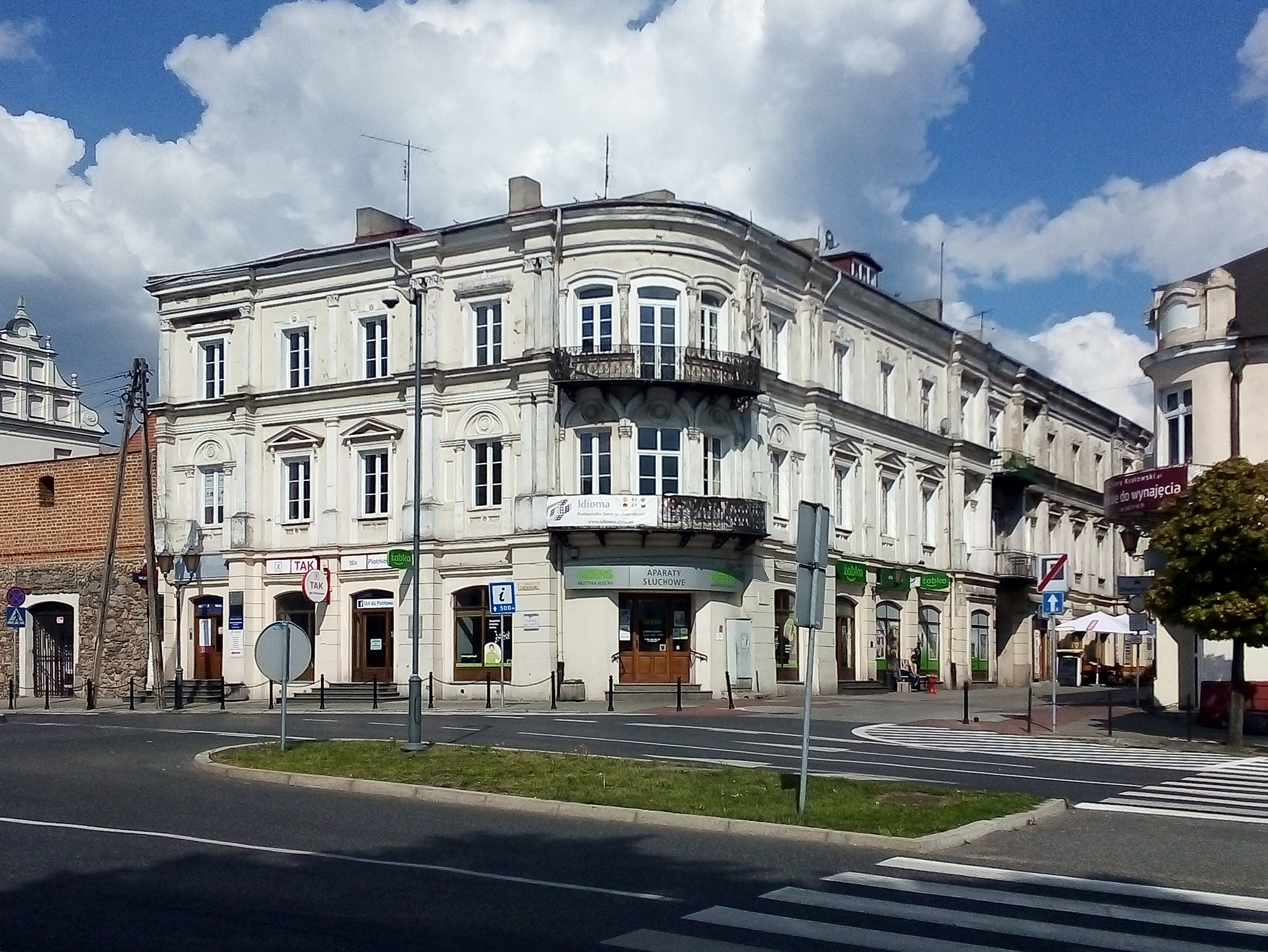
Kamienica występująca w filmie Vabank jako Bank Kramera
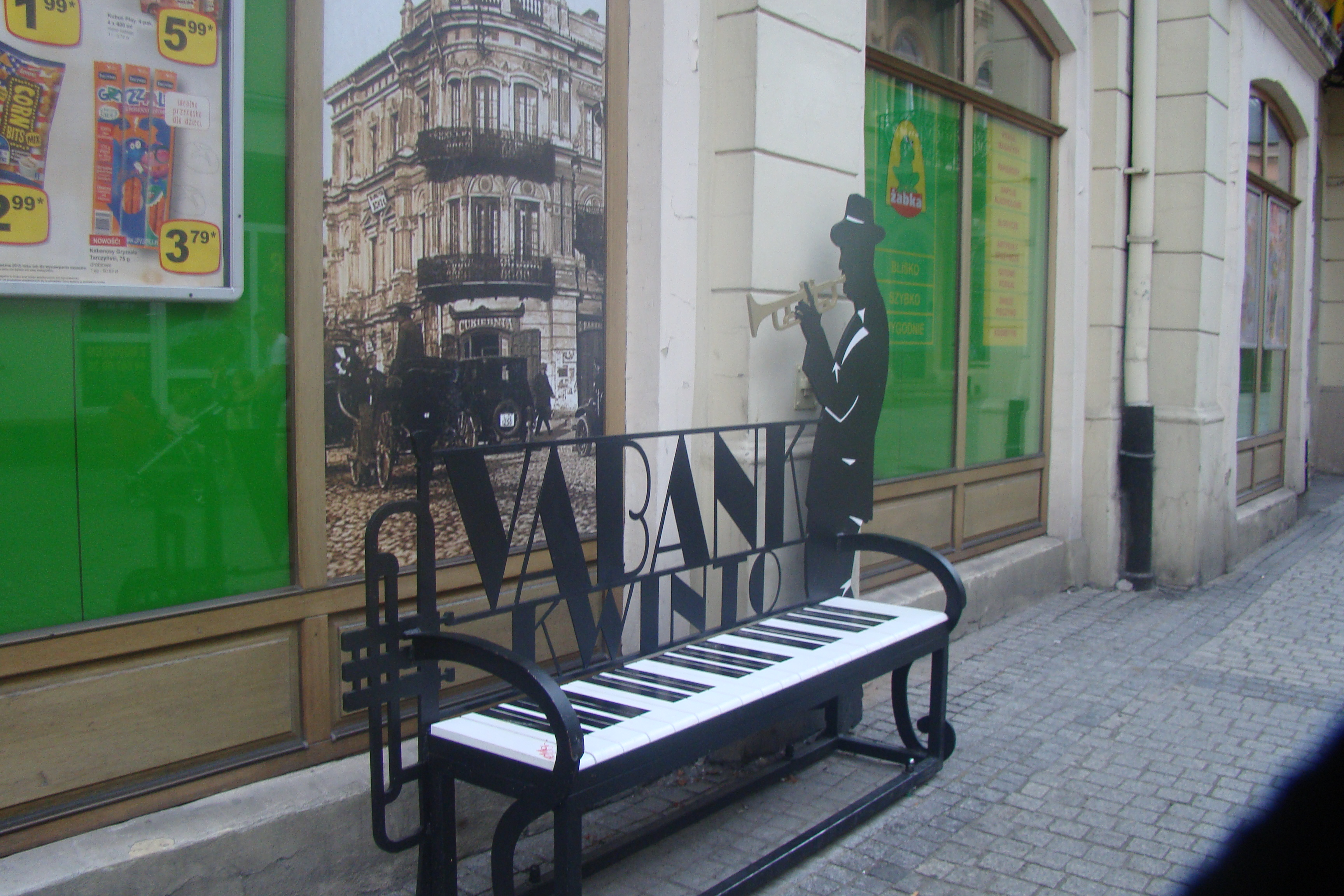
Ławeczka upamiętniająca film Vabank

## Zabytki
Ulica wraz z całym układem urbanistycznym Starego Miasta wpisana jest do rejestru zabytków pod numerem 89-IX-35 z 24.07.1948, z 1.02.1962 i z 23.02.2004.
Do rejestru zabytków wpisane są budynki:
- nr 1 (Rwańska 2) – dom, XVII, XVIII, w.
- nr 2 (Rynek Trybunalski 2) – kamienica
- nr 4 – dom, XIX w.
- nr 5 (Plac Kościuszki 6) – kamienica, 1880
- nr 6 (Rycerska 10) – dom, XIX w.
- nr 8 (Szewska 5) – kamienica z oficyną, 3. ćw. XIX w.

Do gminnej ewidencji zabytków miasta Piotrkowa Trybunalskiego, oprócz obiektów z rejestru zabytków, są też wpisane budynki:
- nr 3 (Rycerska 8) – kamienica
- nr 5 (Rycerska 5) – kamienica
- nr 10 (Plac Kościuszki 7) – kamienica